# Сапова
Сапова (укр. Сапова) — село в Золотниковской сельской общине Тернопольского района Тернопольской области Украины.
До 2020 года входило в Теребовлянский район.
Население по переписи 2001 года составляло 168 человек. Занимает площадь 1,680 км². Почтовый индекс — 48142. Телефонный код — 3551.